# Сарсенбаев, Оразбек
Оразбек Сарсенбаев (каз. Оразбек Сәрсенбаев; 20 августа 1938, Чиилийский район, Кзыл-Ординская область, Казахская ССР, СССР — 6 мая 2015, Алма-Ата) — советский и казахский писатель, литературный критик, переводчик. Лауреат Государственной премии Республики Казахстан в области литературы и искусства (2000 года). Лауреат премии Союза писателей Казахстана (1987).

## Биография
Родился 20 августа 1938 года в ауле «Жана Турмыс» Шиелийского района Кызылординской области. 
В 1962 году окончил филологический факультет Казахского государственного университета.
Трудовую деятельность начал в 1965 году учителем казахского языка и литературы в Шиелиской средней школе.
С 1968 по 1973 годы — литературный сотрудник республиканской молодежной газеты «Лениншил жас», заведующий отделом журнала «Жулдыз».
С 1974 по 1982 годы — заведующий отделом газеты «Казах адебиети».
С 1982 по 1986 годы — литературный советник Союза писателей Казахстана.
С 1987 по 1993 годы — главный редактор издательства «Жазушы».
С 1993 по 1995 годы — директор издательства «Онер».
С 1996 года директор издательства «Кайнар».
Скончался 6 мая 2015 года.

## Творчество
Автор ряда книг повестей и рассказов: «Слава» (1965), «Одинокий домик» (1967), «Мираж» 1970), «Меченый камень» (1971), «Жар-птица» (1973), «Южный горизонт» (на русском языке, 1975), «Когда расцвела джида» (1977), «Люди ищут счастье» (на русском языке, 1978) «Последний из могикан» (1979). Отдельные произведения писателя изданы на языках народов СССР и за рубежом.
По рассказу «Спи спокойно, ревизор» в 1981 году на киностудии «Казахфильм» был снят фильм «Боярышник».
Выступал как литературный критик. Его статьи, посвященные творчеству М. Ауэзова, А. Нурпеисова, С. Шаймерденова, Т. Айбергенова, А. Кекильбаева отличают глубокое знание процессов развития современной казахской литературы, тонкое понимание индивидуальных черт «письма» творцов художественного слова.

## Награды и звания
- 1987 — Литературная премия Союза писателей Казахстана имени Мухтара Ауэзова за сборник повести и рассказов «Уаде».
- 1987 — Международная литературная премия «Алаш» за романа «Шамшырак».
- 2000 — Государственная премия Республики Казахстан в области литературы и искусства за роман «Шенбер».[3]
- 2000 — Указом Президента Республики Казахстан от 26 октября 2000 года награждён Орденом «Курмет» за заслуги в национальной литературе и значительный вклад в издательское дело.
- 2004 — Заслуженный деятель издательского и полиграфического дела Республики Казахстан (почётное звание).[4]
- 2008 — Указом Президента Республики Казахстан от 10 декабря 2008 года награждён Орденом «Парасат» за большой вклад в национальную литературу.[5][6]